# Svennebysjön

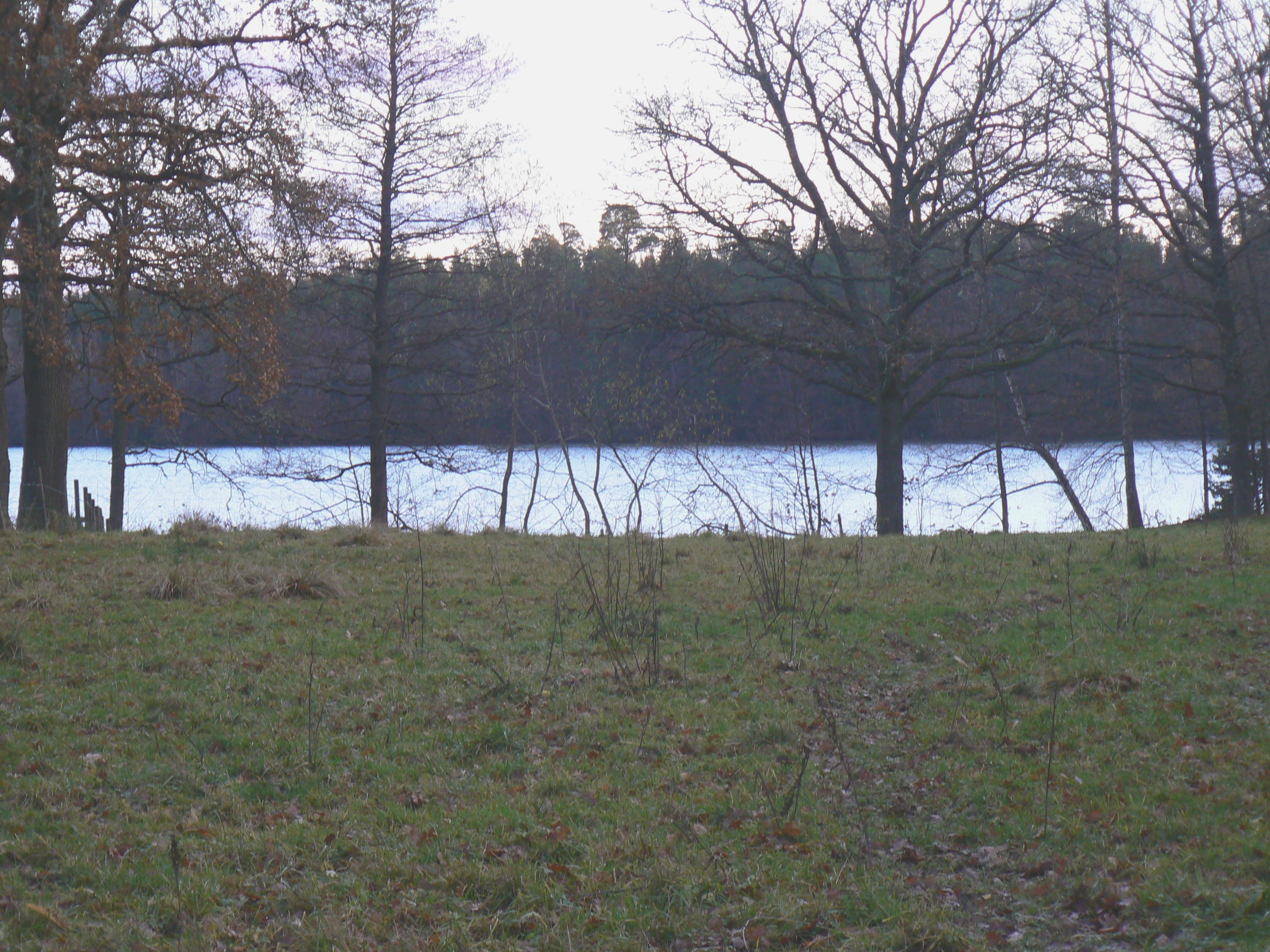
Svennebysjön, vik längs den norra stranden

Svennebysjön är en sjö i Linköpings kommun i Östergötland och ingår i Motala ströms huvudavrinningsområde. Sjön har en area på 0,389 kvadratkilometer och ligger 67,1 meter över havet. Sjön ligger cirka två kilometer söder om Örtomta i kommunens östra del. Den omges av skog och jordbruksmark.
Sjön mynnar i Kumlaån via en mindre bäck. Vid den nordöstra delen ligger Svenneby herrgård och 1,5 km sydöst om sjön ligger Ekenäs slott.

## Delavrinningsområde
Svennebysjön ingår i delavrinningsområde (647730-150552) som SMHI kallar för Ovan Kumlaån. Medelhöjden är 71 meter över havet och ytan är 42,82 kvadratkilometer. Det finns ett avrinningsområde uppströms, och räknas det in blir den ackumulerade arean 69,94 kvadratkilometer. Kumlaån som avvattnar avrinningsområdet har biflödesordning 2, vilket innebär att vattnet flödar genom totalt 2 vattendrag innan det når havet efter 59 kilometer. Avrinningsområdet består mestadels av skog (27 procent), öppen mark (13 procent) och jordbruk (56 procent). Avrinningsområdet har 0,39 kvadratkilometer vattenytor vilket ger det en sjöprocent på 0,9 procent.